# Homomorfi
Betegnelsen homomorfi benyttes om en afbildning {\displaystyle \phi :G\to H} som bevarer matematiske strukturer. Kriterierne for homomorfi afhænger altså af hvordan G og H betragtes som matematiske objekter (se eksempler nedenfor).
En bijektiv homomorfi hvis inverse også er en homomorfi, kaldes for en isomorfi. Undertiden bruges betegnelserne monomorfi og epimorfi for en injektiv henholdsvis surjektiv homomorfi.
Er G=H, taler man om en endomorfi. En isomorfi der også er en endomorfi {\displaystyle \phi :G\to G}, kaldes en automorfi.
I det følgende beskrives kort homomorfi for grupper, ringe og legemer.

## Gruppehomomorfi
Lad der være givet grupper {\displaystyle G} og {\displaystyle H}. Da er {\displaystyle \phi :G\to H} en gruppehomomorfi
hvis der for hvert {\displaystyle a,b\in G} gælder {\displaystyle \phi (a\cdot b)=\phi (a)\cdot \phi (b)}.
Bemærk, at der for vilkårligt {\displaystyle a\in G} gælder {\displaystyle \phi (a)^{-1}=\phi (a)^{-1}\phi (aa^{-1})=\phi (a)^{-1}\phi (a)\phi (a^{-1})=\phi (a^{-1})},
samt {\displaystyle \phi (1_{G})=\phi (aa^{-1})=\phi (a)\phi (a)^{-1}=1_{H}}.
For en givet gruppe {\displaystyle G} udgør automorfierne på {\displaystyle G} sammen med funktionssammensætning en gruppe. Denne kaldes for {\displaystyle G}s automorfigruppe, og benævnes i reglen {\displaystyle Aut(G)}

## Ringhomomorfi
Lad {\displaystyle R,P} være kommutative ringe. Da kaldes en afbildning {\displaystyle \phi :R\to P} for en
ringhomomorfi (eller, hvis det er underforstået, blot en homomorfi), hvis følgende er opfyldt:
1. {\displaystyle \phi (1_{R})=1_{P}}
2. {\displaystyle \forall a,b\in R:\phi (a\cdot b)=\phi (a)\cdot \phi (b)}
3. {\displaystyle \forall a,b\in R:\phi (a+b)=\phi (a)+\phi (b)}.

Hvis man ikke kræver, at ringen har et multiplikativt neutralt element, bortfalder naturligvis det første krav.